# Taylor Nichols
Cecil Taylor Nichols (Lansing, 3 marzo 1959) è un attore statunitense, conosciuto per i suoi ruoli in alcuni film diretti da Whit Stillman.

## Biografia
Nichols si è fatto apprezzare nei film Metropolitan, Barcelona e Damsels in Distress - Ragazze allo sbando, tutti diretti da Whit Stillman, ma è apparso anche in Congo, The American President, The Big Easy,  The Air I Breathe e Jurassic Park III. Ha recitato in un ruolo minore nella pellicola The Next Step, uscita nel 1997, della quale è stato produttore esecutivo.
È inoltre attore per il piccolo schermo avendo recitato in episodi dei telefilm Murder She Wrote, Chicago Hope, Giudice Amy, The Mind of the Married Man e Criminal Minds.

## Vita privata
Laureato all'Università del Michigan, parla inglese e gaelico irlandese. Pratica sci, pattinaggio a rotelle, ciclismo e ippica. Suona l'armonica e ama la tap dance.
Taylor Nichols è sposato con Margarita de Eguilior, una donna spagnola, che ha incontrato durante la produzione del film Barcelona, nel 1995. Hanno avuto due figlie: Alexandra, nata il 21 gennaio 1999, e Lee, nata il 10 gennaio 2002.

## Filmografia parziale

### Cinema
- Metropolitan, regia di Whit Stillman (1990)
- Barcelona, regia di Whit Stillman (1994)
- Congo, regia di Frank Marshall (1995)
- Il presidente - Una storia d'amore (The American President), regia di Rob Reiner (1995)
- The Next Step, regia di Christian Faber (1997)
- The Big Easy
- 1 km da Wall Street (Boiler Room), regia di Ben Younger (2000)
- Jurassic Park III, regia di Joe Johnston (2001)
- The Air I Breathe, regia di Jieho Lee (2007)
- Damsels in Distress - Ragazze allo sbando (Damsels in Distress), regia di Whit Stillman (2011)
- Hide Away (A Year in Mooring), regia di Chris Eyre (2011)
- Godzilla, regia di Gareth Edwards (2014)
- Lo scandalo Kennedy (Chappaquiddick), regia di John Curran (2017)

### Televisione
- La signora in giallo (Murder She Wrote) – serie TV, 4 episodi (1993-1996)
- Chicago Hope – serie TV, 3 episodi (1994-1999)
- Amore senza tempo  (Evolution's Child), regia di Jeffrey Reiner – film TV (1999)
- Giudice Amy (Judging Amy) – serie TV, 3 episodi (1999-2000)
- Quello che gli uomini non dicono (The Mind of the Married Man) – serie TV, 20 episodi (2001-2002)
- The Practice - Professione avvocati (The Practice) – serie TV, 3 episodi (2004)
- Grey's Anatomy – serie TV, episodio 1x04 (2005)
- CSI - Scena del crimine - serie TV, episodio 5x06 (2004)
- Friday Night Lights – serie TV, 3 episodi (2007-2008)
- Criminal Minds – serie TV, 3 episodi (2007-2008)
- The Last Tycoon – serie TV, 3 episodi (2016-2017)
- PEN15 – serie TV, 8 episodi (2019)
- The Walking Dead – serie TV, episodio 10x13 (2020)
- Perry Mason – serie TV, 7 episodi (2020)

## Doppiatori italiani
Nelle versioni in italiano delle opere in cui ha recitato, Taylor Nichols è stato doppiato da:
- Oliviero Dinelli ne La signora in giallo (ep. 10x13), Criminal Minds (ep. 4x06-07)
- Vittorio Guerrieri ne La signora in giallo (ep. 9x15)
- Mauro Gravina ne La signora in giallo (ep. 11x01, 12x15)
- Teo Bellia in CSI - Scena del crimine
- Gianluca Machelli in Criminal Minds (ep. 2x15)
- Fabrizio Picconi in Criminal Minds (ep. 12x13)
- Maurizio Reti in Detective Monk
- Vladimiro Conti in The Mentalist
- Fabrizio Pucci in Grey's Anatomy
- Fabrizio Russotto ne L'ultimo tycoon
- Pasquale Anselmo in NCIS: Los Angeles
- Ambrogio Colombo in Perry Mason